# Перъединичная матрица
Перъединичная матрица (обменная матрица) — квадратная матрица, все элементы побочной диагонали которой равны 1, а остальные — 0 (то есть антидиагональная единичная):
{\displaystyle J_{2}={\begin{pmatrix}0&1\\1&0\end{pmatrix}}}; {\displaystyle J_{3}={\begin{pmatrix}0&0&1\\0&1&0\\1&0&0\end{pmatrix}}}; {\displaystyle J_{n}={\begin{pmatrix}0&0&\cdots &0&0&1\\0&0&\cdots &0&1&0\\0&0&\cdots &1&0&0\\\vdots &\vdots &&\vdots &\vdots &\vdots \\0&1&\cdots &0&0&0\\1&0&\cdots &0&0&0\end{pmatrix}}}.
С помощью символа Кронекера можно записать определение элементов перъединичной матрицы как {\displaystyle J_{ij}=\delta _{n+1-i,j}}.
Является матрицей перестановки: она переставляет все строки матрицы в обратном порядке, если умножается слева на эту матрицу, и переставляет в обратном порядке столбцы, если умножается справа.
Некоторые свойства:
- {\displaystyle J^{\intercal }=J};
- {\displaystyle J^{n}=I} для чётных {\displaystyle n} и {\displaystyle J^{n}=J} для нечётных {\displaystyle n}, то есть инволютивна — {\displaystyle J^{-1}=J};
- {\displaystyle \mathop {\rm {tr}} \;J=1} для нечётных {\displaystyle n} и {\displaystyle \mathop {\rm {tr}} \;J=0} для чётных {\displaystyle n};
- {\displaystyle (JA)_{i,j}=A_{n+1-i,j}} и {\displaystyle (AJ)_{i,j}=A_{i,n+1-j}} для произвольной {\displaystyle (n\times n)}-матрицы {\displaystyle A};
- {\displaystyle \det J=(-1)^{\frac {n(n-1)}{2}}}.

Понятие перъединичной матрицы может использоваться для определения матриц, обладающих определёнными симметриями, например, квадратная матрица {\displaystyle A} является:
- центросимметричной, если {\displaystyle AJ=JA};
- персимметричной, если {\displaystyle AJ=JA^{\intercal }};
- бисимметричной, если одновременно {\displaystyle AJ=JA^{\intercal }} и {\displaystyle AJ=JA}.